# Marchezais
Marchezais är en kommun i departementet Eure-et-Loir i regionen Centre-Val de Loire strax norr om centrala Frankrike. Kommunen ligger i kantonen Anet som tillhör arrondissementet Dreux. År 2022 hade Marchezais 408 invånare.

## Befolkningsutveckling
Antalet invånare i kommunen Marchezais
Referens:INSEE